# David Eigenberg

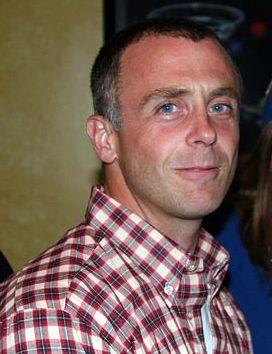
David Eigenberg (2005)

David Eigenberg (* 17. Mai 1964 in Manhasset, Long Island, New York) ist ein US-amerikanischer Schauspieler.

## Leben
Nach einem Studium an der University of Iowa trat Eigenberg zunächst in einem Musical in Chicago auf, bevor er nach New York City zog, um dort an der American Academy of Dramatic Arts Schauspiel zu studieren. In New York übernahm er kleinere Theaterrollen und arbeitete unter anderem als Tischler und Maler.
Größere Bekanntheit erlangte er mit der Rolle des Steve Brady, mit der er in 41 Episoden der Fernsehserie Sex and the City auftrat. Diese Rolle übernahm er auch in den Kinofilmen Sex and the City – Der Film aus dem Jahr 2008 und dessen Fortsetzung Sex and the City 2 aus dem Jahr 2010. Seit 2012 spielt er in der Fernsehserie Chicago Fire den Feuerwehrmann Christopher Herrmann.
2003 heiratete er Chrysti Kotik und bekam mit ihr einen Sohn (* 2009) und eine Tochter (* 2014).

## Filmografie (Auswahl)
- 1990: Wie killt man eine Millionärin? (How to Murder a Millionaire)
- 1992: Die Bill Cosby Show (The Cosby Show, Fernsehserie, Folge 8x13)
- 1993: Das Kainsmal des Todes (Daybreak, Fernsehfilm)
- 1996: Homicide (Homicide: Life on the Street, Fernsehserie, 2 Folgen)
- 1997: Practice – Die Anwälte (The Practice, Fernsehserie, 3 Folgen)
- 1998–1999: Die Schattenkrieger (SOF: Special Ops Force, Fernsehserie, 16 Folgen)
- 1999–2004: Sex and the City (Fernsehserie, 41 Folgen)
- 2001: Ed – Der Bowling-Anwalt (Ed, Fernsehserie, 3 Folgen)
- 2002: Die Mothman Prophezeiungen (The Mothman Prophecies)
- 2002: Third Watch – Einsatz am Limit (Third Watch, Fernsehserie, 2 Folgen)
- 2002: King of Queens (The King of Queens, Fernsehserie, Folge 5x08)
- 2004: Spurensuche – Umwege zur Wahrheit (Around the Bend)
- 2004: Garfield – Der Film (Garfield: The Movie)
- 2004: 4400 – Die Rückkehrer (The 4400, Fernsehserie, Folge 1x02)
- 2004: Without a Trace – Spurlos verschwunden (Without a Trace, Fernsehserie, Folge 3x03)
- 2004: Everwood (Fernsehserie, Folge 3x06)
- 2005: Für alle Fälle Amy (Judging Amy, Fernsehserie, Folge 6x14)
- 2005: Ghost Whisperer – Stimmen aus dem Jenseits (Ghost Whisperer, Fernsehserie, Folge 1x02)
- 2006: CSI: Vegas (CSI: Crime Scene Investigation, Fernsehserie, Folge 7x03)
- 2006: Driftwood – David Forrester
- 2007: Close to Home (Fernsehserie, Folge 2x12)
- 2007: Monk (Fernsehserie, Folge 5x11)
- 2008: Sex and the City – Der Film (Sex and the City: The Movie)
- 2008: Navy CIS (NCIS, Fernsehserie, Folge 6x09)
- 2009: The Trouble with Romance
- 2009: Cold Case – Kein Opfer ist je vergessen (Cold Case, Fernsehserie, Folge 6x13)
- 2009: Emergency Room – Die Notaufnahme (ER, Fernsehserie, Folge 15x16)
- 2010: Sex and the City 2
- 2010: Criminal Minds (Fernsehserie, Folge 5x14)
- 2010: Justified (Fernsehserie, 2 Folgen)
- 2011: Private Practice (Fernsehserie, Folge 4x16)
- 2011: Castle (Fernsehserie, Folge 3x18)
- 2012: Law & Order: Special Victims Unit (Fernsehserie, Folge 13x22)
- seit 2012: Chicago Fire (Fernsehserie)
- 2014–2019: Chicago P.D. (Fernsehserie, 14 Folgen)
- 2015–2019: Chicago Med (Fernsehserie, 10 Folgen)
- 2017: Chicago Justice (Fernsehserie, 3 Folgen)
- 2021–2025: And Just Like That … (Fernsehserie, 6 Folgen)